# درگیری جنسی

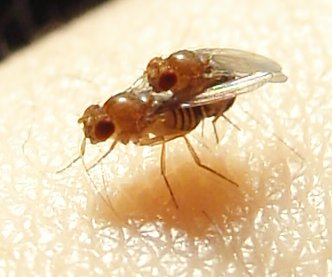
مگس سرکه (جفت‌گیری نشان داده شده) یک ارگانیسم مدل مهم در تحقیقات درگیری جنسی است.

تعارض جنسی، تضاد جنسی یا درگیری جنسی (به انگلیسی: Sexual conflict) زمانی رخ می‌دهد که دو جنس راهبردهای برازش بهینه دربارۀ تولیدمثل، به‌ویژه دربارۀ شیوه و تعداد دفعات جفت‌گیری داشته باشند، که به‌طور بالقوه سبب یک مسابقه تسلیحاتی فرگشتی بین نر و ماده می‌شود. در یک مثال، نرها ممکن است از جفت‌گیری‌های متعدد سود ببرند، در حالی که جفت‌گیری‌های متعدد ممکن است به دلیل تفاوت‌های آناتومیکی آن گونه، به ماده‌ها آسیب برساند یا به خطر بیندازد. تعارض جنسی زیربنای تمایز فرگشتی بین نر و ماده است.

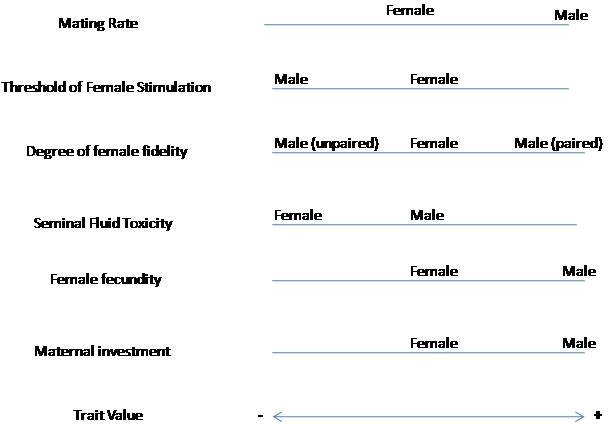
عوامل مختلفی بر تعارض جنسی بین زن و مرد تأثیر می‌گذارد. تنها موقعیت‌های نسبی اندازه بهینه صفت مهم است زیرا موقعیت‌های مقایسه‌ای زن و مرد اطلاعاتی را دربارۀ تعارض جنسی آنها ارائه می‌دهد. نوار اندازه صفت در پایین این شکل، شدت نسبی هر صفت را نشان می‌دهد.

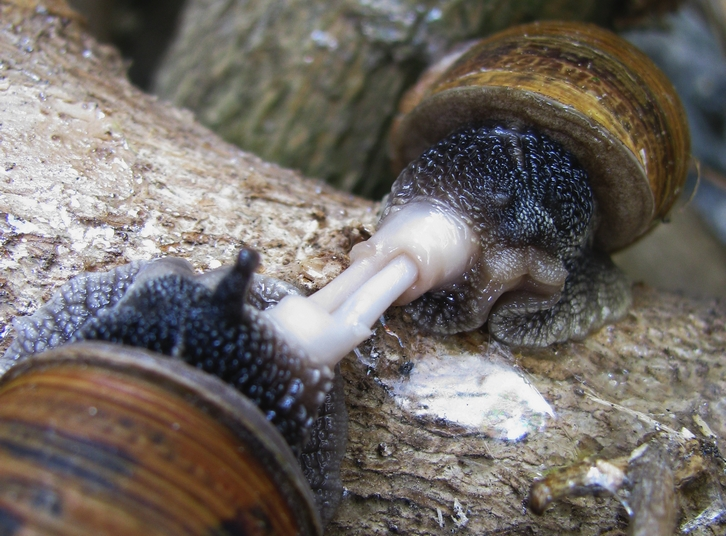
جفت‌گیری نرمادگی (هرمافرودیت) Cornu aspersum (حلزون‌های باغ).

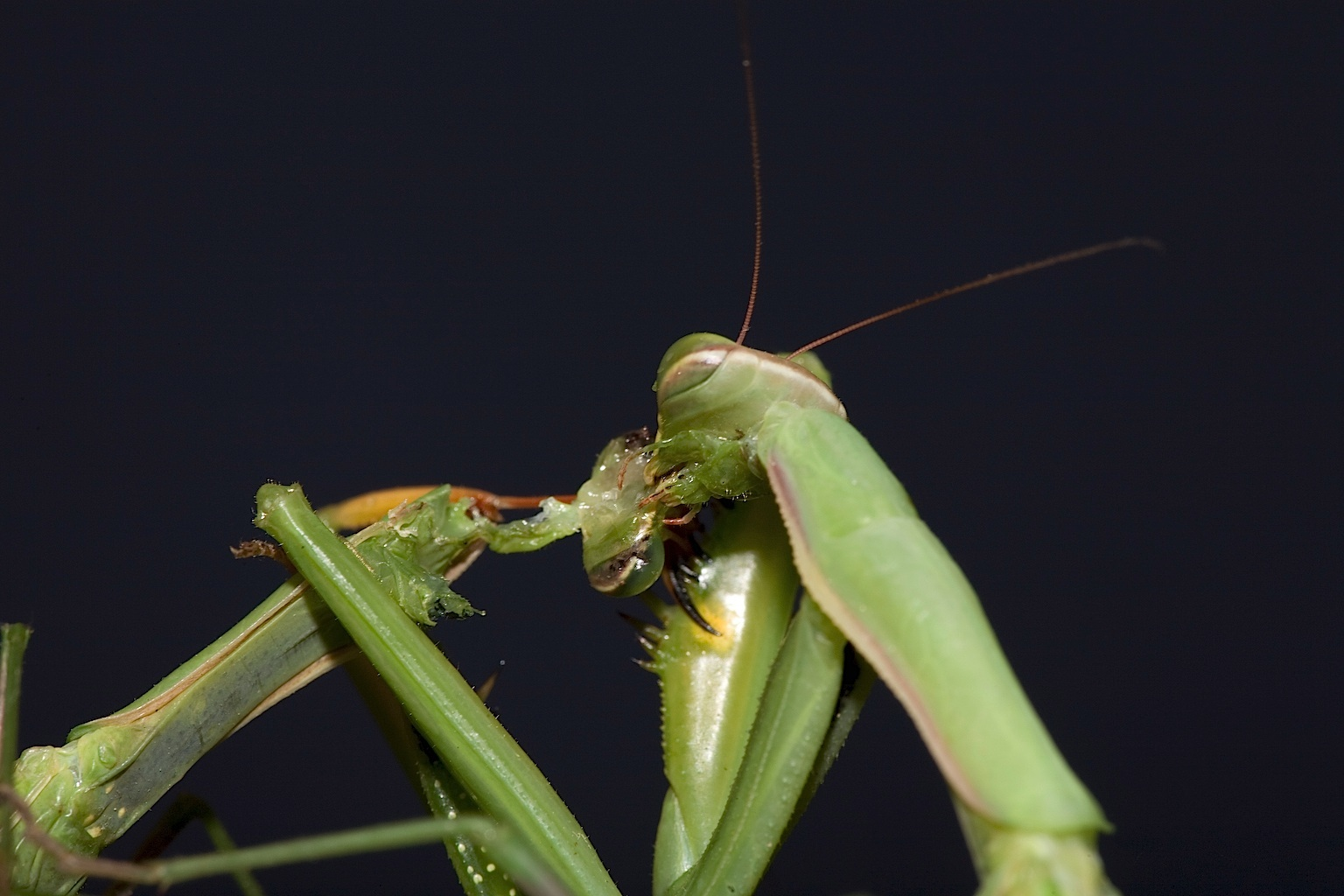
همنوع‌خواری جنسی در آخوندک‌های نمازگزار: ماده‌ای که سر یک نر را گاز می‌گیرد

توسعه یک مسابقه تسلیحاتی فرگشتی را می‌توان در مدل گزینش جنسی بدرقه‌آمیز نیز دید که درگیری‌های بین‌جنسی را در چارچوب تکامل ویژگی‌های جنسی ثانویه، استثمار حسی و مقاومت ماده‌ها قرار می‌دهد. بر اساس گزینش بدرقه‌آمیز، درگیری جنسی مداوم محیطی را ایجاد می‌کند که در آن فراوانی جفت‌گیری و رشد صفت جنسی ثانویه نر تا حدودی با درجه مقاومت ماده هماهنگ است. این در ابتدا در جانوران مورد مطالعه قرار گرفته‌است، اگرچه در اصل می‌تواند برای هر ارگانیسم تولید مثل جنسی مانند گیاهان و قارچ‌ها اعمال شود. برخی شواهد مبنی بر تعارض جنسی در گیاهان نیز وجود دارد.